# Raxat Turlixanov
Raxat türlıxanov (Cirílico ruso: Рахат Турлыханов) es un cantante de KZpop nacido en el día 22 de septiembre de 1984 en Almaty, es uno de los ídolos de la juventud kazaja y muchos le consideran el rey del KZpop, título que también se disputan cantantes como Almas Kişqembaev o Ayqın Tölepbergen entre otros.

## Inicios
Raxat empezó a cantar desde que era muy pequeño, desde entonces se convirtió en una gran estrella de actuaciones infantiles y en celebraciones familiares. En 1999 el joven Raxat recibió un permiso de descanso para el resto de año para concentrarse en su carrera, fue galardonado cn un disco de oro en un festival que se celebró en el palacio de congresos de la ciudad de Astaná. (Allí actuó por primera vez para el gran público).

## Apertura al gran público
En el festival "Elección del año 2000" Raxat fue nombrado "descubrimiento del año". La lista de éxitos más importante de Kazajistán "Vote, my country!" én el mismo año, reconoció a Raxat Türilxanov como mejor ejecutor. Su álbum de debut - "R.A.M.A.N." se publicó en el año 2000 en Moscú y Almaty. En la presentación del álbum en Moscú que tuvo lugar el día 24 de septiembre en el club nocturno de Chuck Norris - "Beverly Hills".
En el año 2001 Raxat rodó los videoclips para los sencillos: Zolotaja moneda, Äsıl äjem y Äzyom, en diciembre de ese año, presentó en concierto su segundo álbum Gold coin, que tuvo un éxito todavía mayor al del disco anterior. Fue nombrado por la cadena de televisión musical A1 como mejor cantante del año y su single mejor vendido, Zolotaja moneda galardonada con el premio a la mejor canción del año.
En el año 2003, Raxat publicó su tercer álbum, Jürek üni, en el que la mayoría de las canciones estaban escritas en kazajo. El álbum fue presentado en una gala concierto el día 20 de noviembre de ese año y contenía tres canciones inéditas y un CD-DVD del videoclip que daba título al álbum. De nuevo, volvió a ser un enorme éxito en Kazajistán y alcanzó el disco de oro.

## Éxito internacional
Los videos más conocidos de Raxat en Rusia, son: "Tancuj kak ogon" (Balila como el fuego) y "Zimije livni" (lluvias invernales) que han estado en las listas de éxitos de muchos canales musicales de televisión rusos, entre ellos: TNT, TVC, ORT, RTR, MTV-Russia, Music TV. 
Erkesh Shakeev, autor de "Zimniye livni" (lluvias invernales) fue reconocido como mejor compositor de Kazajistán. La música y la letra de "Tancui kak ogon" (Balila como el fuego) fueron escritas por famosos compositores rusos como A.Misailov, M.Maksimov and K.Arsenev. EL director de los videoclips de los sencillos en ruso, fue Oleg Stepchenko, conocido director de videoclips. 
Durante los primeros años de carrera de Raxat, Se organizaron más de 100 conciertos en una gira por diferentes regiones de Rusia y Kazajistán, incliyendo Moscú y Biskek, en Kirguistán.

## Raxat en el 2007
Raxat terminó el colegio con gran facilidad. Ahora estudia en el departamento de relaciones internacionales de la universidad estatal de Kazajistán, Al Farabi. Raxat habla fluidamente inglés, español y chino. Sabe conducir aviones, le gusta el salto con paracaídas y la caída libre.

## Discografía
- R.A.M.A.N. 2000
- Gold coin 2001
- Jürek üni 2003